# Nabil Bentaleb
Nabil Bentaleb (arabisch نبيل بن طالب, DMG Nabīl b. Ṭālib; * 24. November 1994 in Lille) ist ein algerisch-französischer Fußballspieler. Seit August 2023 steht er beim OSC Lille in der Ligue 1 unter Vertrag.

## Karriere

### Vereine
Bentaleb begann im Alter von sechs Jahren bei der AJS Wazemmes in seiner Geburtsstadt Lille mit dem Fußballspielen und schloss sich im Jahre 2004 der Jugendakademie des OSC Lille an. Nach einem kurzen Engagement beim belgischen Verein Excelsior Mouscron im Jahre 2009 und anschließend bei USL Dunkerque ging er im Januar 2012 im Alter von 17 Jahren zum englischen Erstligisten Tottenham Hotspur. In der Saison 2012/13 erzielte Bentaleb für deren U21 vier Tore in 14 Spielen, darunter den Siegtreffer im Spiel gegen die U21 des Stadtrivalen FC Arsenal. Ab der Saison 2013/14 spielte er in der ersten Mannschaft von Tottenham Hotspur. Er absolvierte in drei Spielzeiten 46 Ligaspiele und kam jede Saison in der UEFA Europa League zum Einsatz.
Im August 2016 wechselte Bentaleb auf Leihbasis zum Bundesligisten FC Schalke 04. Ende Februar 2017 wurde Bentaleb schließlich dauerhaft verpflichtet und mit einem bis zum 30. Juni 2021 laufenden Vertrag ausgestattet. Nachdem er zuvor wegen einer Schambeinentzündung ab November 2017 rund zwei Monate hatte pausieren müssen und im Wintertrainingslager in Benidorm das Training wieder aufnahm, kam Bentaleb in den ersten drei Spielen 2018 nicht zum Einsatz (gegen RB Leipzig, VfB Stuttgart, und Hannover 96). Beim Spiel gegen Hannover 96 (21. Januar 2018) gehörte er nicht zum Kader des FC Schalke 04, obwohl er nicht verletzt war. Bereits nach dem Spiel beim VfB Stuttgart bekundete Bentaleb gegenüber der BILD-Zeitung, dass er sich „in der Form [s]eines Lebens“ befinde und äußerte, dass die Reporter Trainer Domenico Tedesco fragen sollen, warum er nicht spiele. In der Folge befand sich Bentaleb auch gegen den FC Bayern (10. Februar 2018) und die TSG Hoffenheim (17. Februar 2018) nicht im Kader der Schalker. Bentaleb erreichte mit Schalke 04 das Viertelfinale der Europa League 2016/17 sowie nach der Vizemeisterschaft 2017/18 das Achtelfinale der Champions League 2018/19. Von Mitte März bis Anfang April 2019 wurde Bentaleb von Interimscheftrainer Huub Stevens, der auf den freigestellten Domenico Tedesco gefolgt war, aufgrund von disziplinarischen Maßnahmen in die Schalker U23 versetzt. Ende April folgte eine erneute Versetzung zur zweiten Mannschaft. In der ersten Hälfte der Saison 2019/20 kam er zu zwei Einsätzen in der viertklassigen Regionalliga West.
Am 21. Januar 2020 wechselte Bentaleb bis zum Ende der Saison 2019/20 auf Leihbasis in die Premier League zu Newcastle United. Zur Saison 2020/21 kehrte Bentaleb zum FC Schalke 04 zurück. Er kam auf 9 Bundesligaeinsätze (6-mal Startelf). Am Saisonende stieg die Mannschaft in die 2. Bundesliga ab, woraufhin er den Verein mit seinem Vertragsende verließ. Nach einem halben Jahr ohne Verein nahm ihn am 6. Januar 2022 der französische Erstligist SCO Angers mit einer Laufzeit bis 2025 unter Vertrag.
Im August 2023 wechselte er zum OSC Lille in seine Heimatstadt.

### Nationalmannschaft
Bentaleb absolvierte ein Spiel für die französische U19-Nationalmannschaft am 14. November 2012 bei der 0:3-Niederlage gegen Deutschland.
Obwohl er für die französische Nachwuchsmannschaft gespielt hatte, wurde er vom algerischen Fußballverband umworben. Auch der englische Verband war an Bentaleb interessiert. Am 15. Februar 2014 gab er bekannt, zukünftig für die algerische Nationalmannschaft spielen zu wollen. Zu seinem Debüt kam er am 5. März 2014 im Test-Länderspiel gegen Slowenien. Bei der Weltmeisterschaft in Brasilien bestritt er alle drei Gruppenspiele über jeweils 90 Minuten; beim Ausscheiden im Achtelfinale gegen Deutschland kam er nicht zum Einsatz.

### Ehrungen
- Bundesliga Rookie Award: Hinrunde 2016/17

### Sonstiges
Bentaleb erzielte in der Partie des FC Augsburg gegen den FC Schalke 04 am 15. Oktober 2016 das erste mit dem Hawk-Eye verifizierte Tor der Bundesliga-Geschichte.
Im Jahre 2019 wurde Bentaleb der Führerschein entzogen, nachdem er durch zahlreiche Verstöße gegen die zulässige Höchstgeschwindigkeit innerhalb von zehn Monaten 14 Punkte im Flensburger Fahreignungsregister angesammelt hatte.